# Shiloh 't Zand
Shiloh Kiesar 't Zand (Rotterdam, 14 mei 2003) is een Nederlands-Surinaams voetballer die bij voorkeur als aanvaller speelt. Hij komt uit voor Feyenoord.

## Clubcarrière
't Zand begon met voetballen bij Maasstad Tediro voordat hij in 2010 bij de naburige jeugdopleiding van Feyenoord terecht kwam. Hij doorliep de jeugdopleiding en kwam in de zomer van 2021 in het hoogste jeugdelftal terecht, Feyenoord Onder 21. 

### FC Dordrecht
Om 't Zand meer ervaring op te laten doen verhuurden de Rotterdammers hem gedurende het seizoen 2023/24 aan partnerclub FC Dordrecht. Daar maakte hij op 11 augustus 2023 zijn officiële debuut in het betaald voetbal als invaller in de thuiswedstrijd tegen NAC Breda. Op 15 september maakte hij zijn eerste doelpunten; hij scoorde twee keer tegen Jong FC Utrecht (3-3). Hij scoorde 11 keer in 39 wedstrijden.

### Heracles Almelo
In mei 2024 werden Feyenoord en ‘t Zand het eens over een nieuw contract. De middenvelder zette zijn handtekening onder een overeenkomst waarmee hij tot medio 2028 vast kwam te liggen bij Feyenoord. Voor het daaropvolgende seizoen werd hij verhuurd aan Heracles Almelo. Hij kwam slechts tot één doelpunt voor de club. Op 14 december 2024 scoorde 't Zand tegen zijn eigen club (2-5). Hoewel hij daar aanvankelijk als basisspeler begon liep het aantal speelminuten per wedstrijd steeds verder terug. Hierop besloot Feyenoord hem tijdens de winterse transferperiode terug te halen naar De Kuip.

### Feyenoord
Na verhuurperiodes bij FC Dordrecht en Heracles Almelo, mocht 't Zand op 22 februari 2025 zijn debuut maken voor het eerste team van Feyenoord, tegen Almere City FC (2-1). Hij kwam in de 78e minuut in de ploeg voor Antoni Milambo.

## Clubstatistieken
| Seizoen                   | Club              | Competitie     | Competitie | Competitie | Beker | Beker | Overig | Overig | Totaal | Totaal |
| Seizoen                   | Club              | Competitie     | Wed.       | Dlp.       | Wed.  | Dlp.  | Wed.   | Dlp.   | Wed.   | Dlp.   |
| ------------------------- | ----------------- | -------------- | ---------- | ---------- | ----- | ----- | ------ | ------ | ------ | ------ |
| 2023/24                   | → FC Dordrecht    | Eerste divisie | 37         | 11         | 2     | 0     | 0      | 0      | 39     | 11     |
| 2024/25                   | → Heracles Almelo | Eredivisie     | 17         | 1          | 2     | 0     | 0      | 0      | 19     | 1      |
| 2024/25                   | Feyenoord         | Eredivisie     | 2          | 0          | 0     | 0     | 0      | 0      | 2      | 0      |
| Carrièretotaal            | Carrièretotaal    | Carrièretotaal | 56         | 12         | 4     | 0     | 0      | 0      | 60     | 12     |
| Bijgewerkt op 16 mei 2025 |                   |                |            |            |       |       |        |        |        |        |

1 Bijlow ·
2 Nieuwkoop ·
3 Beelen ·
4 Hwang ·
5 Smal ·
6 Zerrouki ·
7 Moder ·
8 Timber  ·
9 Ueda ·
10 Stengs ·
14 Paixão ·
17 Ivanušec ·
18 Trauner ·
19 Carranza ·
20 Mitchell ·
21 Andreev ·
22 Wellenreuther ·
23 Hadj Moussa ·
24 Steijn ·
25 't Zand ·
26 Read ·
27 Milambo ·
28 Targhalline ·
30 Lotomba ·
31 Carrillo ·
33 Hancko ·
34 Nadje ·
39 Bossin ·
Bullaude ·
Haen ·
Kasanwirjo ·
Parlanti ·
Sauer ·
Slory ·
Tsoungui ·
Coach: Van Persie ·
Assistent-trainer: Hake ·
Assistent-trainer: Pinas ·
Assistent-trainer: Reijnen ·
Assistent-trainer: De Wolf ·
Keeperstrainer: Nieminen